# Fanny Roos
Fanny Roos (Ryssby, 2 januari 1995) is een Zweedse atlete, die gespecialiseerd is in het kogelstoten. Roos won een zilveren medaille op de Europese kampioenschappen indooratletiek 2021 en een bronzen medaille op de Europese kampioenschappen indooratletiek 2023. Zij werd hiermee de eerste Zweedse vrouw in 93 jaar en de tweede ooit, die een medaille won bij een werponderdeel op de Olympische Spelen, Wereld- of Europese kampioenschappen. De eerste die dit deed was Ruth Svedberg, die een bronzen medaille won bij het discuswerpen op de Olympische Zomerspelen van 1928. 
Daarnaast nam Roos deel aan grote kampioenschappen, waaronder de Olympische Spelen van 2020 en de Olympische Spelen van 2024.

## Titels
- Europees kampioene U23 kogelstoten - 2017
- Zweeds kampioene kogelstoten - 2014, 2015, 2016, 2017, 2018, 2019, 2020, 2021, 2022, 2023
- Zweeds kampioene discuswerpen - 2019
- Zweeds indoorkampioene kogelstoten - 2014, 2015, 2016, 2017, 2018, 2019, 2020, 2021, 2022, 2025

## Persoonlijke records
Outdoor
| Onderdeel    | Prestatie    | Datum            | Plaats   |
| ------------ | ------------ | ---------------- | -------- |
| kogelstoten  | 19,66 m (NR) | 3 mei 2025       | Shaoxing |
| discuswerpen | 57,17 m      | 26 augustus 2020 | Växjö    |

Indoor
| Onderdeel   | Prestatie       | Datum        | Plaats |
| ----------- | --------------- | ------------ | ------ |
| kogelstoten | 19,29 m (ex-NR) | 4 maart 2021 | Toruń  |

## Palmares

### kogelstoten
- 2014:  Zweedse indoorkamp. - 15,76 m
- 2014:  Zweedse kamp. - 16,21 m
- 2014: 6e WK U20 -16,29 m
- 2015:  Zweedse indoorkamp. - 16,67 m
- 2015:  Zweedse kamp. - 16,83 m
- 2016:  Zweedse indoorkamp. - 16,93 m
- 2016:  Zweedse kamp. - 16,80 m
- 2017:  Zweedse indoorkamp. - 17,88 m
- 2017: 4e EK indoor - 18,13 m
- 2017:  Zweedse kamp. - 17,64 m
- 2017:  EK U23 in Bydgoszcz - 18,14 m
- 2018:  Zweedse indoorkamp. - 17,22 m
- 2018:  Zweedse kamp. - 18,08 m
- 2019:  Zweedse indoorkamp. - 18,61 m
- 2019: 6e EK indoor - 18,21 m
- 2019:  Zweedse kamp. - 18,57 m
- 2020:  Zweedse indoorkamp. - 17,92 m
- 2020:  Zweedse kamp. - 18,59 m
- 2021:  Zweedse indoorkamp. - 18,51 m
- 2021:  EK indoor - 19,29 m
- 2021:  Zweedse kamp. - 18,50 m
- 2021: 7e OS - 18,91 m
- 2022:  Zweedse indoorkamp. - 87,95 m
- 2022:  Zweedse kamp. - 18,47 m
- 2022: 4e EK - 18,55 m
- 2022: 4e WK indoor - 19,22 m
- 2023:  EK indoor - 18,42 m
- 2023:  Zweedse kamp. - 19,00 m
- 2024: 6e EK - 18,26 m
- 2024: 7e OS - 18,78 m
- 2025:  Zweedse indoorkamp. - 18,28 m
- 2025: 4e EK indoor - 19,11 m
- 2025: 4e WK indoor - 19,28 m

Diamond League-resultaten
- 2025:  Yangtze River Delta Athletics Diamond Gala - 19,66 m

### discuswerpen
- 2019:  Zweedse kamp. - 56,89 m